# Finale du Grand Prix IAAF 1999
Navigation
Édition précédente Édition suivante
La 15e Finale du Grand Prix de l'IAAF a eu lieu le 11 septembre 1999 au Stade olympique de Munich. Dix-huit épreuves figurent au programme, dix masculines et huit féminines.

## Classement général

### Hommes
1. Bernard Barmasai : 111 points
2. Kostas Gatsioudis : 109 points
3. Wilson Kipketer : 108 points

### Femmes
1. Gabriela Szabo : 108 points
2. Maria Mutola : 108 points
3. Deon Hemmings : 104 points

## Résultats

### Hommes
| Épreuves | Or                                     | Argent                                       | Bronze                                  |
| --- | -------------------------------------- | -------------------------------------------- | --------------------------------------- |
| 200 m | Claudinei da Silva Brésil 19 s 89 AR   | Maurice Greene États-Unis 19 s 90 SB         | Francis Obikwelu Nigeria 20 s 12        |
| 800 m | Wilson Kipketer Danemark 1 min 43 s 55 | Hezekiél Sepeng Afrique du Sud 1 min 44 s 40 | Japheth Kimutai Kenya 1 min 44 s 48     |
| 1 500 m | Noah Ngeny Kenya 3 min 28 s 93         | Bernard Lagat Kenya 3 min 32 s 30            | Laban Rotich Kenya 3 min 33 s 40        |
| 3 000 m | Benjamin Limo Kenya 7 min 36 s 32      | Paul Bitok Kenya 7 min 36 s 60               | Mohammed Mourhit Belgique 7 min 36 s 73 |
| 3000 m steeple | Bernard Barmasai Kenya 8 min 06 s 92   | Wilson Boit Kipketer Kenya 8 min 08 s 28     | Ali Ezzine Maroc 8 min 08 s 64          |
| 110 m haies | Mark Crear États-Unis 13 s 08          | Colin Jackson Royaume-Uni 13 s 17            | Larry Wade États-Unis 13 s 19           |
| Saut à la perche | Maksim Tarasov Russie 5,85 m           | Jeff Hartwig États-Unis 5,80 m               | Dmitri Markov Australie 5,80 m          |
| Saut en longueur | Iván Pedroso Cuba 8,43 m               | James Beckford Jamaïque 8,29 m               | Erick Walder États-Unis 8,15 m          |
| Lancer du disque | Lars Riedel Allemagne 68,61 m CR       | Virgilijus Alekna Lituanie 66,65 m           | Anthony Washington États-Unis 65,22 m   |
| Lancer du javelot | Kostas Gatsioudis Grèce 89,84 m NR     | Jan Železný Tchéquie 87,71 m                 | Raymond Hecht Allemagne 85,64 m         |
| Records et Performances - AR : Record continental (area record) - CR : Record des championnats (championship record) - MR : Record du meeting (meet record) - NR : Record national (national record) - OR : Record olympique (olympic record) - PR : Record paralympique (paralympic record) - PB : Record personnel (personal best) - SB : Meilleure performance personnelle de la saison (season's best) - WL : Meilleure performance mondiale de l'année (world leader) - WJR : Record du monde junior (world junior record) - WR : Record du monde (world record) Circonstances et Conditions - DNF : N'a pas terminé (did not finish) - DNS : N'a pas pris le départ (did not start) - DQ : Disqualification (disqualification) - NM : Aucun essai valable enregistré (No Mark) - Q : Qualifié « directement » au prochain tour (ou à la prochaine compétition), lors d'une compétition majeure, grâce au classement ou à la réalisation des minima (automatic qualifier) - q : Qualifié au prochain tour (ou à la prochaine compétition), lors d'une compétition majeure, grâce au repêchage ou à la réalisation de l'une des meilleures performances parmi celles des « non qualifiés directement » (grâce au meilleur temps ou à la meilleure distance par exemple) (secondary qualifier) |                                        |                                              |                                         |

### Femmes
| Épreuves | Or                                            | Argent                                                 | Bronze                                                    |
| --- | --------------------------------------------- | ------------------------------------------------------ | --------------------------------------------------------- |
| 200 m | Savatheda Fynes Bahamas 22 s 55               | Merlene Frazer Jamaïque 22 s 55                        | Inger Miller États-Unis Beverly McDonald Jamaïque 22 s 64 |
| 800 m | Maria Mutola Mozambique 1 min 59 s 10         | Ludmila Formanová Tchéquie 1 min 59 s 15               | Svetlana Masterkova Russie 1 min 59 s 20                  |
| 1 500 m | Violeta Szekely Roumanie 4 min 15 s 18        | Anita Weyermann Suisse 4 min 15 s 92                   | Jackline Maranga Kenya 4 min 16 s 60                      |
| 3 000 m | Gabriela Szabo Roumanie 8 min 43 s 52         | Zahra Ouaziz Maroc 8 min 43 s 66                       | Irina Mikitenko Allemagne 8 min 45 s 59 PB                |
| 400 m haies | Deon Hemmings Jamaïque 53 s 41 CR             | Andrea Blackett Barbade 53 s 63                        | Sandra Glover États-Unis 53 s 83                          |
| Saut en hauteur | Hestrie Cloete-Storbeck Afrique du Sud 1,96 m | Zuzana Hlavoňová Tchéquie Inha Babakova Ukraine 1,96 m |                                                           |
| Triple saut | Ashia Hansen Royaume-Uni 14,96 m              | Paraskevi Tsiamita Grèce 14,77 m                       | Tatyana Lebedeva Russie 14,66 m                           |
| Lancer du poids | Nadine Kleinert Allemagne 19,16 m             | Astrid Kumbernuss Allemagne 19,13 m                    | Connie Price-Smith États-Unis 18,71 m                     |
| Records et Performances - AR : Record continental (area record) - CR : Record des championnats (championship record) - MR : Record du meeting (meet record) - NR : Record national (national record) - OR : Record olympique (olympic record) - PR : Record paralympique (paralympic record) - PB : Record personnel (personal best) - SB : Meilleure performance personnelle de la saison (season's best) - WL : Meilleure performance mondiale de l'année (world leader) - WJR : Record du monde junior (world junior record) - WR : Record du monde (world record) Circonstances et Conditions - DNF : N'a pas terminé (did not finish) - DNS : N'a pas pris le départ (did not start) - DQ : Disqualification (disqualification) - NM : Aucun essai valable enregistré (No Mark) - Q : Qualifié « directement » au prochain tour (ou à la prochaine compétition), lors d'une compétition majeure, grâce au classement ou à la réalisation des minima (automatic qualifier) - q : Qualifié au prochain tour (ou à la prochaine compétition), lors d'une compétition majeure, grâce au repêchage ou à la réalisation de l'une des meilleures performances parmi celles des « non qualifiés directement » (grâce au meilleur temps ou à la meilleure distance par exemple) (secondary qualifier) |                                               |                                                        |                                                           |